# Shearella
Genre
Shearella est un genre d'araignées aranéomorphes de la famille des Tetrablemmidae.

## Distribution
Les espèces de ce genre se rencontrent au Sri Lanka, en Inde, en Chine et à Madagascar.

## Liste des espèces
Selon World Spider Catalog (version 26, 20/05/2025) :
- Shearella alii Sankaran & Sebastian, 2016
- Shearella browni (Shear, 1978)
- Shearella lilawati Lehtinen, 1981
- Shearella sanya Lin & Li, 2010
- Shearella selvarani Lehtinen, 1981

## Systématique et taxinomie
Ce genre a été décrit par Lehtinen en 1981 dans les Tetrablemmidae.

## Étymologie
Ce genre est nommé en l'honneur de William A. Shear.

## Publication originale
- Lehtinen, 1981 : « Spiders of the Oriental-Australian region. III. Tetrablemmidae, with a world revision. » Acta Zoologica Fennica, vol. 162, p. 1-151.